# Condado de Pike (Missouri)
O Condado de Pike é um dos 114 condados do estado americano de Missouri. A sede do condado é Bowling Green, e sua maior cidade é Bowling Green. O condado possui uma área de 1 774 km² (dos quais 31 km² estão cobertos por água), uma população de 18 351 habitantes, e uma densidade populacional de 11 hab/km² (segundo o censo nacional de 2000). O condado foi fundado em 1818.